# Hinterer Daunkopf
Der Hintere Daunkopf ist ein Berg im westlichen Hauptkamm der Stubaier Alpen. Der Gipfel ist aus dem südöstlich des Berges gelegenen Stubaier Gletscherskigebiet in relativ kurzer Zeit erreichbar.

## Topographie
Der Hintere Daunkopf bricht gegen Südosten hin mit einer plattigen Felswand steil ab. Gegen Süden hin fällt er mit dem Südgrat und einer teilweise verfirnten Flanke zum Daunjoch 3057 m hin ab, unter dessen Westseite der Sulztalferner entlangzieht. Auf seiner Nordseite besitzt der Daunkopf eine vergletscherte Mulde, die an ihrer Ostseite vom Nordgrat begrenzt wird, der zum Nördlichen Daunkogel 3076 m und weiter bis zum Bockkogel 3095 m führt. Östlich und nordöstlich des Gipfels liegt unter steileren Abstürzen der Daunkopfferner. Gegen Osten hin entsendet der Hintere Daunkopf einen längeren Grat, an dessen Ende der Vordere Daunkopf 2882 m liegt.

## Wege und Routen
Vom Daunjoch lässt sich der Gipfel teilweise über einen Firn- oder Eishang, teilweise über einen Steig erreichen. Von Norden her ist der Anstieg aus dem Sulztal über eine vergletscherte Mulde möglich. Der Nordgrat bietet Kletterschwierigkeiten im III. Grad der UIAA-Skala. Der Grat zum Vorderen Daunkopf erfordert Kletterei im II. Grad. Der Berg wird vor allem im Winter häufig mit Skiern  erstiegen, wobei der Anstieg vom Stubaier Gletscherskigebiet über den Südgrat relativ kurz ist. Weitere Skirouten führen von Norden durch die vergletscherte Mulde zum Gipfel beziehungsweise von Osten her über den Daunkopfferner. 
Seit Dezember 2012 reicht das Gletscherskigebiet mit einer Sesselbahn bis knapp unterhalb des Daunjochs.